# Boxe aux Jeux africains de 2023
Navigation
2019
Les compétitions de boxe anglaise des Jeux africains de 2023 se déroulent du 15 au 22 mars 2024 à la Bukom Boxing Arena (en), à Accra, la capitale du Ghana.  
Le Nigeria domine la compétition avec 8 médailles d'or remportées.

## Médaillés

### Hommes
| Épreuves                      | Or                            | Argent                           | Bronze                            |
| ----------------------------- | ----------------------------- | -------------------------------- | --------------------------------- |
| Poids mi-mouches (-48 kg)     | Mohammed Aryeetey (GHA)       | Livens Zola Tulembekwa (COD)     | Innocent Tumusiime (UGA)          |
| Poids mi-mouches (-48 kg)     | Mohammed Aryeetey (GHA)       | Livens Zola Tulembekwa (COD)     | Hamza Essaadi (MAR)               |
| Poids mouches (-51 kg)        | Patrick Chinyemba (en) (ZAM)  | Lubabalo Lusizi (RSA)            | Theophilus Allotey (en) (GHA)     |
| Poids mouches (-51 kg)        | Patrick Chinyemba (en) (ZAM)  | Lubabalo Lusizi (RSA)            | Fabrice Valerie (MRI)             |
| Poids coqs (-54 kg)           | Amadu Mohammed (GHA)          | Mwengo Mwale (ZAM)               | Imad Azoui (MAR)                  |
| Poids coqs (-54 kg)           | Amadu Mohammed (GHA)          | Mwengo Mwale (ZAM)               | Franck Mombey (GAB)               |
| Poids plumes (-57 kg)         | Dolapo Omole (NGA)            | Armando Rugoberto Sigauque (MOZ) | Albert Ngulube (ZAM)              |
| Poids plumes (-57 kg)         | Dolapo Omole (NGA)            | Armando Rugoberto Sigauque (MOZ) | Kasim Murungi (UGA)               |
| Poids légers (-60 kg)         | Joseph Commey (en) (GHA)      | Andrew Chilata (ZAM)             | Ezra Paulo Mwanjwango (TAN)       |
| Poids légers (-60 kg)         | Joseph Commey (en) (GHA)      | Andrew Chilata (ZAM)             | Oussama Mordjane (ALG)            |
| Poids super-légers (-63,5 kg) | Samuel Takyi (GHA)            | Emmanuel Katema (ZAM)            | John Paul Masamba (RSA)           |
| Poids super-légers (-63,5 kg) | Samuel Takyi (GHA)            | Emmanuel Katema (ZAM)            | Jugurtha Ait-Bekka (ALG)          |
| Poids welters (-67 kg)        | Gerald Kabinda (ZAM)          | Boniface Zengala Malenga (COD)   | Zakaria Romdhani (TUN)            |
| Poids welters (-67 kg)        | Gerald Kabinda (ZAM)          | Boniface Zengala Malenga (COD)   | Abdenacer Belarbi (ALG)           |
| Poids super-welters (-71 kg)  | Steve Kulenguluka Mbiya (COD) | Omar El-Sayed (EGY)              | Muzamir Semuddu (UGA)             |
| Poids super-welters (-71 kg)  | Steve Kulenguluka Mbiya (COD) | Omar El-Sayed (EGY)              | Antoine Mendy (SEN)               |
| Poids moyens (-75 kg)         | Owuor Edwin (GHA)             | Yassine Elouarz (MAR)            | Ghazli Ahmed (ALG)                |
| Poids moyens (-75 kg)         | Owuor Edwin (GHA)             | Yassine Elouarz (MAR)            | Neka Temesgen (ETH)               |
| Poids mi-lourds (-80 kg)      | Peter Mpita Kabeji (COD)      | Mohamed Houmri (ALG)             | Junior Fotouo Totap (CMR)         |
| Poids mi-lourds (-80 kg)      | Peter Mpita Kabeji (COD)      | Mohamed Houmri (ALG)             | Yusuf Changalawe (TAN)            |
| Poids lourds-légers (-86 kg)  | Oussama Kanouni (ALG)         | Abubakar Kamoko (GHA)            | Nathan Nlandu Mbeli (COD)         |
| Poids lourds-légers (-86 kg)  | Oussama Kanouni (ALG)         | Abubakar Kamoko (GHA)            | Mussa Maregesi (TAN)              |
| Poids lourds (-92 kg)         | Olaitan Olaore (NGA)          | Kevin Kuadjovi (TOG)             | Ali El-Salamony (EGY)             |
| Poids lourds (-92 kg)         | Olaitan Olaore (NGA)          | Kevin Kuadjovi (TOG)             | Symphorien Njinnou Mouandat (GAB) |
| Poids super-lourds (+92 kg)   | Ifeanyi Onyekwere (NGA)       | Yann Mike Alo Mansogo Ada (GEQ)  | Anthony Bweluzeyi (COD)           |
| Poids super-lourds (+92 kg)   | Ifeanyi Onyekwere (NGA)       | Yann Mike Alo Mansogo Ada (GEQ)  | Diarga Baldé (SEN)                |

### Femmes
| Épreuves                     | Or                           | Argent                              | Bronze                               |
| ---------------------------- | ---------------------------- | ----------------------------------- | ------------------------------------ |
| Poids pailles (-48 kg)       | Fatiha Mansouri (ALG)        | Wafa Hafsi (TUN)                    | Margret Tembo (ZAM)                  |
| Poids pailles (-48 kg)       | Fatiha Mansouri (ALG)        | Wafa Hafsi (TUN)                    | Janet Acqua (GHA)                    |
| Poids mi-mouches (-50 kg)    | Roumaysa Boualam (ALG)       | Zainab Adeshina (NGA)               | Yasmine Mouttaki (MAR)               |
| Poids mi-mouches (-50 kg)    | Roumaysa Boualam (ALG)       | Zainab Adeshina (NGA)               | Grace Zinnah Fahnbulleh (LBR)        |
| Poids mouches (-52 kg)       | Betelhem Gayiza (ETH)        | Rabab Cheddar (MAR)                 | Gisèle Nyembo Muamba (COD)           |
| Poids mouches (-52 kg)       | Betelhem Gayiza (ETH)        | Rabab Cheddar (MAR)                 | Chadha Jlassi (TUN)                  |
| Poids coqs (-54 kg)          | Widad Bertal (MAR)           | Shukura Kareem (NGA)                | Amina Martha Faki (KEN)              |
| Poids coqs (-54 kg)          | Widad Bertal (MAR)           | Shukura Kareem (NGA)                | Yomna Ahmed Rezk Abdalla Ayyad (EGY) |
| Poids plumes (-57 kg)        | Nene Ojo (NGA)               | Chahira Selmouni (ALG)              | Keamogetse Kenosi (BOT)              |
| Poids plumes (-57 kg)        | Nene Ojo (NGA)               | Chahira Selmouni (ALG)              | Khouloud Hlimi (TUN)                 |
| Poids légers (-60 kg)        | Cynthia Ogunsemilore (NGA)   | Rahma Mahfouz Ibrahim Mohamed (EGY) | Azza Nahdi (TUN)                     |
| Poids légers (-60 kg)        | Cynthia Ogunsemilore (NGA)   | Rahma Mahfouz Ibrahim Mohamed (EGY) | Hadjila Khelif (ALG)                 |
| Poids super-légers (-63 kg)  | Ichrak Chaïb (ALG)           | Merveille Mbalayi Mbamba (COD)      | Non attribuée                        |
| Poids welters (-66 kg)       | Betel Dedi (ETH)             | Isabel Sandra Mulungo (MOZ)         | Non attribuée                        |
| Poids super-welters (-70 kg) | Blessing Oraekwe (NGA)       | Alcinda dos Santos (MOZ)            | Brigitte Mbabi (COD)                 |
| Poids super-welters (-70 kg) | Blessing Oraekwe (NGA)       | Alcinda dos Santos (MOZ)            | Eya Ben Zina (TUN)                   |
| Poids moyens (-75 kg)        | Patricia Mbata (NGA)         | Molka Ben Mabrouk (TUN)             | Rady Gramane (MOZ)                   |
| Poids mi-lourds (-81 kg)     | Jacinta Umunnakwe (en) (NGA) | Marie-Joëlle Mwika (COD)            | Non attribuée                        |
| Poids lourds (+81 kg)        | Khadija Mardi (MAR)          | Jorbelle Malewu Tekasala (COD)      | Non attribuée                        |

## Tableau des médailles
- Pays organisateur (Ghana)

| Rang  | Nation                           | Or | Argent | Bronze | Total |
| ----- | -------------------------------- | -- | ------ | ------ | ----- |
| 1     | Nigeria                          | 8  | 2      | 0      | 10    |
| 2     | Ghana                            | 5  | 1      | 2      | 8     |
| 3     | Algérie                          | 4  | 2      | 5      | 11    |
| 4     | République démocratique du Congo | 2  | 5      | 4      | 11    |
| 5     | Zambie                           | 2  | 3      | 2      | 7     |
| 6     | Maroc                            | 2  | 2      | 3      | 7     |
| 7     | Éthiopie                         | 2  | 0      | 1      | 3     |
| 8     | Mozambique                       | 0  | 3      | 1      | 4     |
| 9     | Tunisie                          | 0  | 2      | 5      | 7     |
| 10    | Égypte                           | 0  | 2      | 2      | 4     |
| 11    | Afrique du Sud                   | 0  | 1      | 1      | 2     |
| 12    | Guinée équatoriale               | 0  | 1      | 0      | 1     |
| 12    | Togo                             | 0  | 1      | 0      | 1     |
| 14    | Ouganda                          | 0  | 0      | 3      | 3     |
| 14    | Tanzanie                         | 0  | 0      | 3      | 3     |
| 16    | Gabon                            | 0  | 0      | 2      | 2     |
| 16    | Sénégal                          | 0  | 0      | 2      | 2     |
| 18    | Botswana                         | 0  | 0      | 1      | 1     |
| 18    | Cameroun                         | 0  | 0      | 1      | 1     |
| 18    | Kenya                            | 0  | 0      | 1      | 1     |
| 18    | Liberia                          | 0  | 0      | 1      | 1     |
| 18    | Maurice                          | 0  | 0      | 1      | 1     |
| Total | Total                            | 25 | 25     | 41     | 91    |